# ソラカラフル
『ソラカラフル』は、日本のロックバンド、シュノーケルの1枚目のミニアルバム。2005年6月1日にTURTLE RECORDSより発売された。

## 解説
2004年に結成されたシュノーケルにとって初の全国流通作品となったミニアルバム。本作はTURTLE RECORDSという自主レーベルからの発売となっている。このレーベルは、2014年の再始動以降再び使用されている。
本作には、プロデューサーとして上田ケンジと細野しんいちが迎えられている。
同年11月2日にメジャーデビューしたことにより、本作がメジャーデビュー前の最後の作品となった。
5月27日、「okuda tamio tour "MTR&Y"」（Zepp Fukuoka）にてオープニングアクトを務め、同ライブにて先行発売。また、7月9日には本作の発売を記念したワンマンライブ「空耳colorful」が開催された。
イラストは香葉村多望が担当。

## 収録曲
| 全作詞・作曲: 西村晋弥。 |                                      |           |            |                           |      |
| #                        | タイトル                             | 作詞      | 作曲・編曲 | 編曲                      | 時間 |
| 1.                       | 「レコード」                         | 西村晋弥  | 西村晋弥   | シュノーケル 上田ケンジ   | 5:03 |
| 2.                       | 「空穴」                             | 西村晋弥  | 西村晋弥   | シュノーケル 上田ケンジ   | 3:40 |
| 3.                       | 「シュレッダーとストレンジャー」     | 西村晋弥  | 西村晋弥   | シュノーケル 細野しんいち | 4:48 |
| 4.                       | 「君から手紙」                       | 西村晋弥  | 西村晋弥   | シュノーケル 細野しんいち | 3:47 |
| 5.                       | 「あいうえお」                       | 西村晋弥  | 西村晋弥   | シュノーケル 細野しんいち | 5:22 |
| 6.                       | 「入道雲 〜弾き語り〜」(bonus track) | 西村晋弥  | 西村晋弥   |                           | 4:04 |
| 合計時間:                | 合計時間:                            | 合計時間: | 26:44      |                           |      |

## 曲の解説
1. レコード
KBCテレビ『V3』2005年6月度エンディングテーマ。
1stアルバム『SNOWKEL SNORKEL』及びベスト・アルバム『Best+』には、リミックスされたアレンジが「レコード (SNOWKEL SNORKEL mix)」というタイトルで収録されている。
2. 空穴
KBC高校野球イメージソング。
タイトルは「そらあな」と読む[3]。
ベスト・アルバム『Best+』にも収録されている[4]。
3. シュレッダーとストレンジャー
「カタカナとカタカナ」シリーズの第1弾にあたる楽曲[5][注釈 1]。2番にラップが入っている。
コーラスで土岐麻子が参加。
4. 君から手紙
5. あいうえお
6. 入道雲 〜弾き語り〜
ボーナス・トラックで、西村による弾き語り曲。
メジャー4thシングル『solar wind』には、バンド編成でレコーディングされた音源が収録されているが、歌詞が本作に収録されているものと一部異なる。
メジャーデビュー後のライブでも、西村が弾き語りで「入道雲」を演奏するときは、本作に収録の歌詞・アレンジで演奏される。

## 参加ミュージシャン
- 西村晋弥：ボーカル、ギター、キーボード・プログラミング（＃3,4,5）
- 香葉村多望：ベース
- 山田雅人：ドラムス
- 細野しんいち：キーボード・プログラミング（＃3,4,5）
- 皆川真人：キーボード（＃1,2）
- 土岐麻子：コーラス（＃3）